# Törökruszka
Törökruszka (1899-ig Ruszkócz, szlovákul: Ruskovce) község Szlovákiában, a Kassai kerület Szobránci járásában.

## Fekvése
Szobránctól 4 km-re, északnyugatra található.

## Története
A települést királyi szolgálatban álló orosz határőrző népek alapították 1100 körül. Ez az első falu azonban valószínűleg a tatárjárás során elpusztult. A 14. század második felében soltész általi betelepítéssel alapították újra. 1418-ban említik először, ekkor Tibai és nagymihályi nemesek birtoka volt. 1427-ben a bíró házán kívül 19 jobbágyház állt itt. Később a falu ismét elnéptelenedett. 1715-ben és 1720-ban csak nemesek éltek a községben.
A 18. század végén, 1799-ben Vályi András így ír róla: „RUSKÓCZ. Elegyes falu Ungvár Várm. határja középszerű.”
1828-ban 27 házában 243 lakos élt.
Fényes Elek 1851-ben kiadott geográfiai szótárában így ír a faluról: „Ruszkócz, orosz f., Ungh vgyében, 16 r., 205 g. kath., 21 zsidó lak. Vizimalmokkal. F. u. gr. Török.”
A trianoni diktátumig Ung vármegye Szobránci járásához tartozott, majd az újonnan létrehozott csehszlovák államhoz csatolták. 1938 és 1945 között ismét Magyarország része.

## Népessége
| Év:            | 1994. | 2004.   | 2014.    | 2024.    |
| -------------- | ----- | ------- | -------- | -------- |
| Emberek száma: | 235   | 236     | 264      | 236      |
| Eltérés:       |       | +0,42 % | +11,86 % | -10,60 % |

| Év:            | 2023. | 2024. |
| -------------- | ----- | ----- |
| Emberek száma: | 236   | 236   |
| Eltérés:       |       | +0 %  |

1910-ben 449, többségben szlovák anyanyelvű lakosa volt, jelentős cigány kisebbséggel.
2001-ben 245 lakosa volt.
2011-ben 260 lakosából 245 szlovák volt.

## Nevezetességei
- Görögkatolikus temploma 1925-ben épült.